# Interacció electrofeble
La interacció electrofeble és la descripció unificada de dues de les quatre forces fonamentals de la natura: la interacció feble, i l'electromagnètica. El model estàndard de la física de partícules unifica parcialment les forces electromagnètica i feble: a altes energies, o dit de manera equivalent, a distàncies menors que el diàmetre dels protons, són només aspectes d'una força electrofeble comuna. Les forces actuen per mitjà de partícules anomenades bosons: els fotons per l'electromagnetisme, i els bosons W i Z, per la força feble. La interacció feble és de molt curt abast, menys de 10-15 m, i de molt petita intensitat, 10¹⁴ vegades inferior a la interacció forta, que es manifesta principalment en la desintegració β d'alguns nuclis. A baixes energies, les dues forces es mostren molt diferents; en canvi, en energies de l'ordre de 10² GeV, es combinen en una única força. Això passaria, per exemple, a una temperatura prou alta (1015 K) com l'assolida en el big-bang fa 13.500 milions d'anys.